# 梅莱 (热那亚广域市)
梅莱（義大利語：Mele），是意大利利古里亚大区熱那亞廣域市的一个市镇。总面积16.94平方公里，人口2686人，人口密度158.6人/平方公里（2009年）。ISTAT代码为010033。